# Dingo va à la chasse
Pour plus de détails, voir Fiche technique et Distribution.
Dingo va à la chasse (Foul Hunting) est un film américain réalisé par Jack Hannah, sorti le 31 octobre 1947 aux États-Unis.
Produit par Walt Disney Productions, ce court métrage d'animation de la série de Dingo, est distribué pae RKO Radio Pictures.

## Synopsis
Dingo part chasser le canard espérant en ramener un pour dîner... au bout de nombreuses péripéties, son repas est constitué par un canard mécanique.

## Fiche technique
- Titre : Dingo va à la chasse
- Titre original : Foul Hunting
- Autres titres[1] :
  - France : Dingo va à la chasse
  - Suède : Jan Långben på andjakt
- Série : Dingo
- Réalisateur : Jack Hannah
- Scénario : Dick Kinney et Bob North
- Animateur[1]: Art Babbitt, Al Bertino, Jack Boyd, Volus Jones
- Layout: Yale Gracey
- Background: Ralph Hulett
- Musique: Oliver Wallace
- Voix: Pinto Colvig (Dingo)
- Producteur : Walt Disney
- Société  de  production : Walt Disney Productions
- Société de distribution : RKO Radio Pictures
- Pays d'origine :  États-Unis
- Langue : Anglais américain
- Format : Couleur (Technicolor) — 35 mm — 1,37:1 — Son : Mono (RCA Sound System)
- Genre : Comédie
- Durée : 6 minutes et 12 secondes[2]
- Dates de sortie : 
  - États-Unis : 31 octobre 1947[3]

## Voix françaises
- Roger Lumont : Dingo